# Iban Gárate
Iban Gárate Garmendia (Azkoitia, 7 maggio 1982) è un attore e produttore cinematografico spagnolo di origine basca.

## Biografia
Iban è conosciuto principalmente per Miel da naranjas nel 2012, Aupa Etxebeste! nel 2005 e Mystikal nel 2010. Nel 2012 entra a far parte del cast de Il segreto nel ruolo di Luis Ávalos, maestro di piano di Soledad Castro (Alejandra Onieva).

## Filmografia

### Cinema
- Aupa Etxebeste!, regia di Asier Altuna e Telmo Esnal (2005) - Iñaki Etxebeste
- Mystikal, regia di Ángel Alonso (2010) - Eldyn
- Arriya, regia di Alberto Gorritiberea (2011) - Peru
- Miel de naranjas, regia di Imanol Uribe (2012) - Enrique
- Lasa y Zabala, regia di Pablo Malo (2014)
- Agur Etxebeste!, regia di Asier Altuna e Telmo Esnal (2019) - Iñaki Etxebeste

### Televisione
- Zeru horiek, regia di Aitzpea Goenagak - telefilm (2006) - Larrea
- Mi querido Klikowsky -  serie TV, 1 episodio (2008)
- Il segreto - telenovela (2012 - 2013) - Luis Ávalos
- Intimidad - serie TV, 2 episodi (2022)
- Azpimarra (ETB1)

### Produttore
- Flysch, el susurro de las rocas, regia di Alberto Gorritiberea e Asier Hilario - documentario (2009)